# 南平駅 (全羅南道)
南平駅（ナンピョンえき）は、大韓民国全羅南道羅州市にある韓国鉄道公社（KORAIL）慶全線の駅である。

## 駅構造
- 島式ホーム1面2線の地上駅。

## 歴史
- 1930年12月25日 - 営業開始[1]。
- 2011年10月5日 - 旅客取扱中止。

## 隣の駅
韓国鉄道公社
慶全線
和順駅 - 南平駅 - 孝泉駅